# Vērmanes Have
Vērmanes Have (lettisk: Vērmanes dārzs) er den ældste offentlige have i Riga, hovedstaden i Letland, hvis areal i dag er på omtrent 5 hektar. Havens nuværende navn er den lettiske translitteration af havens oprindelige navn på tysk.

## Wöhrmann Park
Vērmanes Have etableredes oprindeligt som Wöhrmannscher Park i 1814 på vegne af Guvernement Livlands generalguvernør Filippo Paulucci, kun nogle få år efter Rigas forstæder nedbrændte under Napoleons ruslandfelttog og Rigas belejring.. Finansiering af og land til parken blev sponsoreret af den prøjsiske generalkonsul i Riga Johann Christoph Wöhrmann (1784–1843) og hans moder Anna Gertrud Wöhrmann (født Abels, 1750–1827).
Wöhrmann Park blev indviet med festivitas den 8. juni 1817 som en indhegnet 0,80 hektar stor park med eksotiske træer, en rosenhave og restaurant. I 1829 opførtes en granitobelisk i parken som posthumt mindesmærke over Anna Wöhrmann. Mindesmærket blev nedtaget før 2. verdenskrig og genskabt i 2000.
I 1836 åbnede Rigas Kemiker- og Pharmaceutforening en mineralvandsbutik i parkens restaurant. Da lokalerne blev for trange iværksattes ombygninger og udvidelser i henhold til et projekt af arkitekt Heinrich Scheel i årene fra 1863 til 1864 og igen fra 1870 til 1871. I 1869 installeredes et solur og et springvand i parken.

## Fra park til have
I 1881 lod direktøren for Rigas haver og parker Georg Kuphaldt parkens territorie udvide betydeligt, ved at overføre arealer fra byens pladser samt den forreste del af det tilgrænsende territorie tilhørende det græsk-ortodokse pastoralseminarium. Kuphaldt installerede blomsterparterrer i den nyligt udvidede have samt flere eksotiske træer og buske.